# Centro de Rehabilitación e Investigación de las Víctimas de la Tortura

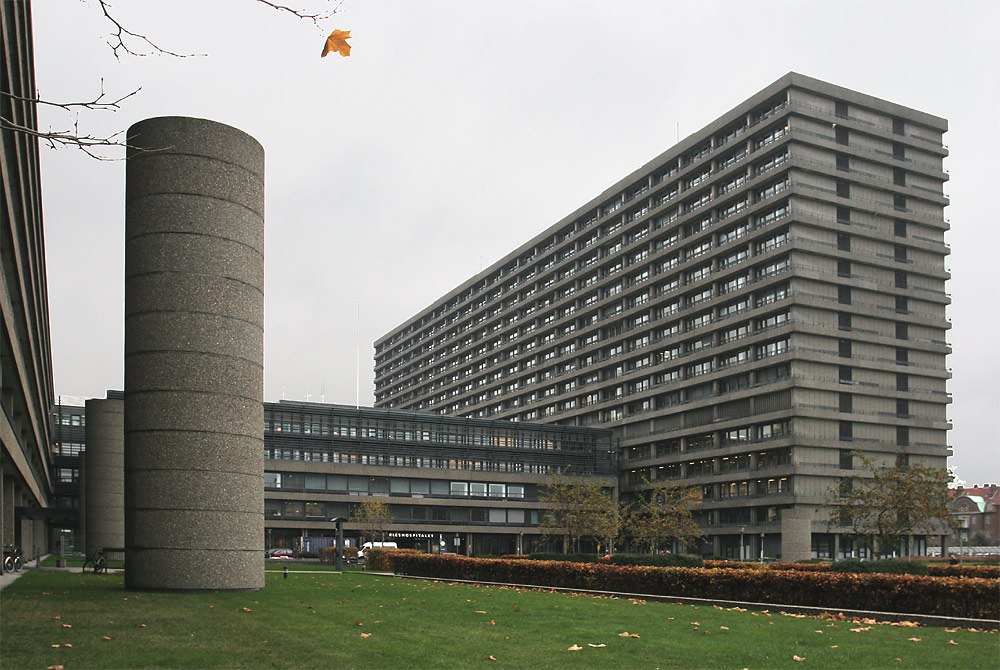
Hospital Universitario de Conpenhague

El Centro de Rehabilitación e Investigación de las Víctimas de la Tortura (Rehabilitation and Research Center for Torture Victims (RCT), en inglés) es una institución médica radicada en Copenhague que fue creada en 1980 en el marco de la campaña de Amnistía Internacional contra la tortura. Sostenido económicamente por el gobierno danés y por contribuciones privadas, su finalidad es la rehabilitación de las víctimas de la tortura en todo el mundo. Lo integran equipos de especialistas médicos, enfermeras, fisioterapeutas y psicólogos. En octubre de 2012 cambió su nombre oficial por el de Dignity-Instituto danés contra la tortura.

## Historia
Dentro de la campaña contra la tortura iniciada por Amnistía Internacional (AI) en 1973, esta organización de defensa de los derechos humanos pidió ayuda a los médicos para obtener información clínica sobre la existencia de la tortura y sobre sus efectos físicos y psicológicos inmediatos y a largo plazo, así como para iniciar una reflexión sobre las implicaciones éticas y deontológicas de la participación de los médicos en las torturas e impedir que se produjera. En 1974, en una reunión celebrada por el Consejo Internacional de AI en Copenhague, varios médicos daneses y holandeses formaron el primer grupo médico para estudiar la tortura bajo la dirección de la doctora Inge Genefke.
Las primeras investigaciones se centraron en exiliados chilenos en Dinamarca que había sufrido torturas bajo la dictadura del general Pinochet y también con víctimas de la tortura durante el régimen de los coroneles en Grecia, y el resultado de las mismas fue editado en 1977 por AI con el título Pruebas de Tortura. En 1980 el grupo médico consiguió el permiso para admitir, examinar y tratar a víctimas de la tortura en el Hospital Universitario de Copenhague, dando nacimiento al International Rehabiliterings-og Forskningscenter for Tortureofre (el RCT en sus siglas en inglés), sostenido económicamente por el gobierno danés y por contribuciones privadas.
En 1985 el RCT creó su rama internacional llamada Consejo Internacional para la Rehabilitación de las Víctimas de la Tortura (IRCT) (International Rehabilitation Council for Torture Victims en inglés) que en 1997 se independizó completamente del RCT. En la actualidad está integrada por 144 organizaciones radicadas en más de 70 países.
La campaña de Amnistía Internacional también tuvo efectos sobre la profesión médica en general y así en 1975 la Asociación Médica Mundial en la reunión celebrada en Tokio adoptó una declaración Concerniente a la Tortura y otros Tratos de Castigo Crueles, Inhumanos y Degradantes en Relación con la Detención y el Encarcelamiento. Tres años después se fundó una sociedad biomédica internacional contra la tortura denominada Anti-Torture Research.